# Swift contro Tyson
Swift contro Tyson è una sentenza della Corte suprema degli Stati Uniti d'America del 1842, in cui i giudici hanno affermato, nella trattazione di una disputa sulla validità di un titolo cambiario emesso per adempiere ad un’obbligazione tra due cittadini appartenenti a Stati federati differenti (e dunque con leggi locali diverse), l’impossibilità per le corti federali che si trovassero a gestire tali casi (detti “di diversità di giurisdizione”) di rifarsi nella decisione, dovendo applicare obbligatoriamente il diritto dello Stato in cui si trovano, alla giurisprudenza (common law) dello stesso, in assenza di locali disposizioni positive (comunque a priori ritenute fonti primarie), ma solo ad assunti giurisprudenziali generali di valenza federale (la cosiddetta general/federal common law) sviluppati dai tribunali federali fino a quel momento.

## Origine del contenzioso

### Validità del titolo cambiario
L’origine del contenzioso è da ricondursi ufficialmente tra il 1841 ed il 1842, quando, sussistendo tra due individui di nome, rispettivamente, John Swift e George W. Tyson, un’obbligazione, si decise di far emettere a Tyson (debitore) un titolo cambiario a favore di Swift (creditore) per saldare il proprio debito. 
Il problema, tuttavia, sorse non nell’atto in sé, perfettamente lecito a far estinguere, con l’accordo delle parti, l’obbligazione, bensì nella validità dello strumento, poiché secondo il diritto dello Stato di New York, ove si verificò la controversia, tale azione sarebbe stata ritenuta nulla nel caso di specie (anche se in buona fede), in quanto inadatta secondo la cosiddetta doctrine of consideration (ossia, essenzialmente, l’obbligatoria bilateralità delle promesse contrattuali), a differenza, invece, del diritto federale, che la considerava valida senza alcun onere aggiuntivo.

### Ambiguità della Sezione 34 del Judiciary Act
In aggiunta a tutto ciò, tuttavia, poiché il fatto si disputava tra cittadini di entità federate diverse, il problema alla base (che non si sarebbe altrimenti verificato) risiedeva nella determinazione di quale diritto applicare, secondo quanto disposto dal fondamentale Judiciary Act del 1789, e nello specifico della sua trentaquattresima sezione, che trattava proprio di tali casi di diversità di giurisdizione. Di seguito il testo:
(Judiciary Act (1789), sez. 34)
Leggendolo dunque, è facile capire che, poiché l’atto non definiva nello specifico cosa si intendesse per Legge e poiché la materia contrattuale poteva essere regolata anche dall’ordinamento federale ai sensi della Costituzione (Art. I, sez. 10, cl. 1) poteva verificarsi un’enorme antinomia tra le fonti del diritto, portando a dubbi su quale delle due disposizioni, federale o statale, applicare. In virtù di ciò, dunque, la questione giunse comunque alla Corte Suprema degli Stati Uniti, la quale non entrò nel merito, bensì guardò al fatto di diritto, decisamente più rilevante.

## Opinione della Corte Suprema e successive conseguenze

### Opinione di maggioranza (Story)
Con una maggioranza di 8-1, la Corte Suprema ha esposto, il 25 gennaio 1842, la propria opinione, scritta direttamente dal noto giudice Joseph Story.
Egli dunque dichiarò che, nelle circostanze di un titolare in buona fede di un titolo di credito per un certo valore apprezzabile, qualora questi lo avesse utilizzato senza che vi fosse stata alcuna notifica dei fatti implicanti la sua validità e/o prima che questo fosse validato, si sarebbe comunque potuto considerare valida la detenzione del titolo senza implicazioni, e addirittura la procedura di recupero dello stesso, anche qualora la transazione non fosse stata legalmente valida, dato che, siccome la diversità di giurisdizione ammette l’intervento federale, laddove la disposizione positiva dello Stato di New York avesse taciuto, secondo la sezione 34 del Judiciary Act del 1789, si sarebbe ammessa da parte delle corti federali la derivazione, senza limitazioni, della soluzione al caso dal "proprio" diritto comune di matrice giurisprudenziale, avente valenza federale, che invece la definiva esplicitamente.
In definitiva, dunque, con questo caso, dal punto di vista del diritto, si ammise esplicitamente che, nei casi di diversità di giurisdizione erano da applicare, in prima istanza, solo le disposizioni positive del diritto statale, e si doveva invece ricorrere sussidiariamente, solo per il non detto, al diritto federale, senza dunque tenere minimamente in considerazione, in alcun caso, il diritto giurisprudenziale statale. Tale aspetto ha dunque determinato un’interpretazione giuridica sostanzialmente e decisamente restrittiva del Judiciary Act.
La ratio dietro questa decisione, come spiegato anche dal giudice Story, era quella di unitarietà del diritto al fine di garantire equa giustizia a tutti, indipendentemente dal luogo di provenienza: infatti, poiché la common law non è strettamente limitata ad una giurisdizione e le decisioni giudiziarie aspirano spesso a dare interpretazioni definitive globalmente accettate, per via dei princìpi e delle dottrine enucleate e citate (comuni a tutti i sistemi che utilizzano la common law), le decisioni non possono costituire autorità nel dire quale sia l’effettiva legge da applicare in ogni giurisdizione, ma solo cosa voglia dire tale legge impugnata. Indi per cui, nelle circostanze di cittadini di diversa giurisdizione, sarebbe irrazionale affidare la risoluzione del caso a disposizioni non derivanti da concetti generali e comuni (bensì variabili perché definite dalla giurisprudenza di ciascuno Stato), con il rischio di frammentare il sistema, specie se deve anche intervenire l’ordinamento federale ad equiparare il terreno della disputa e riportare a coerenza.

### Conseguenze
Nonostante l’intento, la sentenza della Corte portò ad una serie di problemi nei riguardi della certezza del diritto, che furono superati solo nel 1938, con la sentenza Erie Railroad Co. contro Tompkins. Quest’ultimi, in linea di massima, possono essere sintetizzati efficacemente in due blocchi:
- Problemi di natura costituzionale, poiché la Costituzione, prevedendo la competenza delle corti federali solo in limitate circostanze (tra cui la diversità di giurisdizione) NON VOLEVA assolutamente determinare la creazione di un diritto federale nelle materie non di competenza federale, a differenza di quanto qui stabilito in violazione del federalismo, bensì solo assicurare pari giustizia alle parti in un contesto di potenziale partigianeria e campanilismo dei tribunali statali;

- Problemi di natura pratica, poiché, nonostante il desiderio di unitarietà, si ammetteva un fattuale dualismo nella risoluzione delle controversie a seconda che si investisse del giudizio un organo federale o statale, o ancora un organo di uno Stato rispetto a quello di un altro, portando alla possibilità di “scegliere” e/o “prevedere” l’esito della sentenza in base al foro scelto (c.d. fenomeno del Forum shopping o elezione della giurisdizione favorevole, come accaduto nel caso Black and White Taxicab & Transfer Co. contro Brown and Yellow Taxicab & Transfer Co. del 1928).